# Дзаноби да Джаноттис, Бернардино
Бернардино Дзаноби да Джаноттис (Бернардо Дзаноби да Джанотти; итал. Bernardino Zanobi da Gianottis, итал. Bernardino Zanobi de Giannotis, лит. Bernardinas Dzanobis da Džanоtis; упоминается также как Bernardinus, Romanus, Florentinus; до 1500, Флоренция или Рим — 1541, Вильно) — итальянский архитектор и скульптор эпохи Возрождения, работавший в Литве и Польше.

## Биография
Бернардино Дзаноби жил и работал в Риме и Флоренции. С 1517 года или приблизительно с 1520 года находился в Польше и Литве. В 1521—1536 годах жил в Кракове, при дворе польского короля, работал в мастерской архитектора Бартоломео Береччи. 1536 году обосновался и до своей кончины жил в Вильно.

## Проекты
Бернардино работал помощником архитектора и скульптора Бартоломео Береччи при сооружении капеллы Сигизмунда в Вавельском архикафедральном соборе Святых Станислава и Вацлава в Кракове (1529).
В 1526—1528 годах создал надгробие Станислава Мазовецкого и Януша III Мазовецкого в коллегиальном костёле Святого Иоанна Крестителя в Варшаве (ныне Архикафедральная базилика Святого Иоанна Крестителя.
Важнейшие проекты Дзаноби да Джаноттиса (совместно с Джованни Чини, Филиппо ди Бартоломео да Фьезоле) — реконструкция в стиле Возрождения романского кафедрального собора Вознесения Пресвятой Девы Марии в Плоцке (1531—1541), восстановление виленского Кафедрального собора Святого Станислава и Святого епископа Владислава после пожара 1530 года, реконструкция и расширение дворца Нижнего замка в Вильно (с 1539 года).
Другие проекты и произведения: дом епископа Анджея Зебжидовского в Кракове (после 1535), ренессансные надгробные памятники Кшиштофа Шидловецкого в Коллегиальной церкви Святого Мартина в Опатуве (1533—1541, совместно с Джованни Чини), Станислава Лясоцкого и его жены в костёле в Бжезинах (около 1536). Ему атрибутируется также надгробная плита Альбрехта Гаштольда в виленском Кафедральном соборе (1539 или около 1540).
В произведениях архитектуры и скульптуры, созданных в Литве и Польше, Дзаноби да Джанотти использовал композиции и формы, типичные для искусства итальянского Возрождения, но в упрощённом виде, приспосабливаясь к вкусам заказчиков. В мемориальной скульптуре фигуры располагались фронтально (популярный тип надгробной скульптуры в Центральной Европе первой половины XVI века) с натуралистически выполненными лицами (предполагается, что для этого использовались восковые посмертные маски).